# Buster Drayton
Pour les articles homonymes, voir Drayton.
Buster Drayton est un boxeur américain né le 2 mars 1952 à Philadelphie, Pennsylvanie et mort le 20 novembre 2022,.

## Carrière
Passé professionnel en 1978, il remporte le titre vacant de champion du monde des super-welters IBF le 4 juin 1986 après sa victoire aux points face à Carlos Santos. Drayton conserve sa ceinture contre Davey Moore et Freddy Skouma mais perd contre le canadien Matthew Hilton le 27 juin 1987. Il met un terme à sa carrière en 1995 sur un bilan de 40 victoires, 15 défaites et 1 match nul.

## Référence
1. ↑  (en-US) Ryan Songalia, « Former junior middleweight champ Buster Drayton dies at age 70 », sur The Ring, 21 novembre 2022 (consulté le 21 novembre 2022)
2. ↑  (en-US) « Moses Buster Drayton », sur Escamillio D. Jones Funeral Home (consulté le 2 décembre 2022)
3. ↑  (en) Buster Drayton vs. Matthew Hilton (boxrec.com)